# Lofoscopia
La lofoscopia (en España), lofoscopía (en Colombia) o papiloscopía (en el resto de Hispanoamérica), también denominada dermatoglifia en el ámbito de la medicina y la zoología o en textos traducidos de otras lenguas (generalmente como traducción del término inglés dermatoglyphics), es la ciencia que estudia los diseños formados por las crestas papilares situados en la superficie de la piel especializada para la locomoción, la función prénsil y la percepción de estímulos táctiles.
Estos diseños se presentan en todos los primates, desde los prosimios hasta el ser humano, y esporádicamente se encuentra en otros mamíferos como la ardilla común; en algunos insectívoros, que pueden presentar patrones específicos, y en algunos marsupiales se pueden observar algunas zonas de la piel profusamente trazada aunque con poca especialización (sin diseños específicos, solo líneas algo curvas y paralelas entre sí). Debido a que ninguna otra especie presenta esta característica, se especula que el inicio de los hábitos arborícolas fueron los que favorecieron el desarrollo de patrones dermopapilares complejos.
Los diseños reciben el nombre genérico de dermatoglifos, lofogramas o papilogramas. Aunque, según la ubicación específica, pueden recibir denominaciones específicas. Cuando se encuentra en los pulpejos de la tercera falange de la mano, se denomina dactilograma (huella digital); en la palma de las manos, palametograma, palmetograma o quirograma, y en la planta de los pies, pelmatograma.[cita requerida]

## Etimología
El término dermatoglifia proviene del griego derma, que significa piel, y glypho, grabado, y significan entonces «grabados de la piel». Este término fue acuñado por Harold Cummins y Charles Midlo en 1926.[cita requerida]
El vocablo lofoscopia proviene del griego lofos, cresta, relieve o promontorio, y skopein, y por ello significa «observación de los relieves o crestas». Este término, junto con toda la terminología utilizada en España, fue acuñado por Florentino Santamaría Beltrán.[cita requerida]
A su vez, papiloscopía proviene de papila y skopein, que en griego significa «observar», lo que da «observación de las papilas».[cita requerida]

## Campos de aplicación
Aunque amplios y variados, los campos de aplicación de la lofoscopia pueden clasificarse en tres tipos: administrativo, antropológico y clínico.

### Campo administrativo

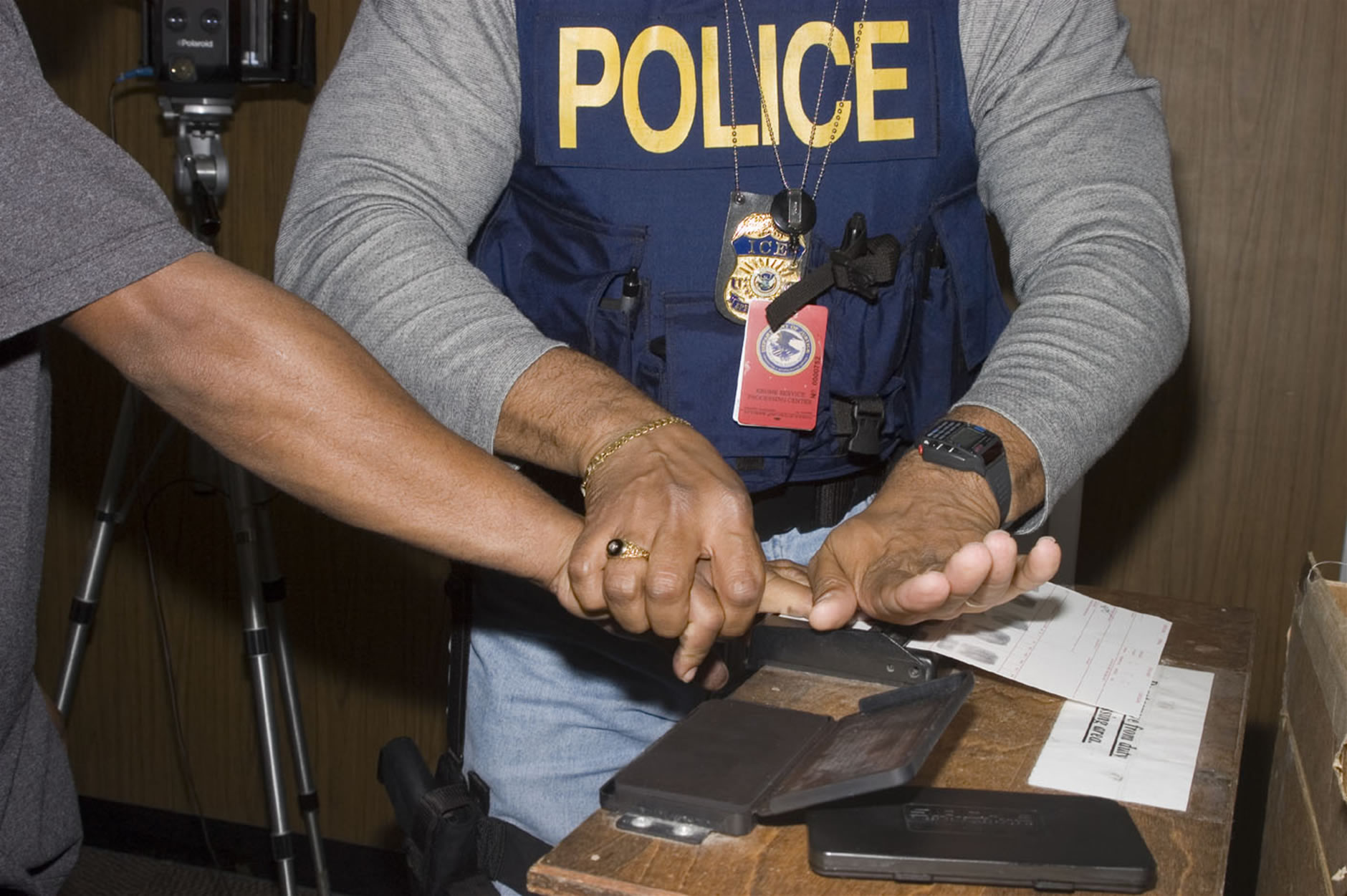
Frente a hechos delictuosos, los sospechosos deben completar fichas dactilares a modo de registro.

Se lo utiliza principalmente con el fin de identificar a las personas, partiendo de la base de que los diseños son únicos e irrepetibles y, por ende, una cualidad de la identidad de cada ser humano. A su vez, este campo se divide en civil y penal. En el civil es utilizado por el registro nacional de las personas de aquellos países en donde así lo estipule la ley y en el penal, para esclarecer hechos delictuosos atribuyendo derechos y obligaciones.

### Campo antropológico
Debido a que existe un componente genético en los diseños, la antropología estudia los grandes grupos humanos en relación con su raza y sexo, estableciendo similitudes y diferencias en los mismos. Los patrones que forman varían en una población conforme ésta se va meztizando con otras. Además de la variación geográfica y las adaptaciones a los distintos tipos de ambiente que también determinan la evolución de los patrones dermopapilares para, finalmente, presentar una baja velocidad de cambios a través del tiempo. Es esta estabilidad temporal la que permite disminuir el grado de error en la reconstrucción de líneas de mestizaje humano, más cuando estos estudios son complementados por los de otros factores estables, como las pruebas de grupo sanguíneo.

### Campo clínico
La dermatología estudia la epidermis con el fin de realizar prediagnosis de estados patológicos.

## Pilares
La importancia de identificación humana se basa en tres pilares de carácter axiomático, fue Sir Francis Galton, quien mediante pacientes investigaciones determinó y fijó la existencia, necesidad y validez de los tres pilares fundamentales que constituyen la imprescindible base técnica para la identificación. 

Inmutabilidad
Los diseños congénitos de las crestas papilares se mantienen invariables a lo largo de la vida. Cualquier herida en la epidermis solo causará daños temporales, en un mes toda la piel se renueva y el diseño se regenerará de manera completa. Por el contrario, los daños en la dermis dejan cicatriz, siendo estas un elemento de real valía para la identificación.
PerennidadEl diseño comienza a formarse en la duodécima semana de gestación intrauterina y se consolida en la decimoctava, permaneciendo hasta la descomposición cadavérica. Dependiendo de las condiciones de conservación del cuerpo, en especial la temperatura y humedad o la momificación, el tiempo que transcurre hasta la destrucción del tejido epidérmico varía considerablemente. Como prueba de ello se destacan el estudio de Juan Vucetich de los dactilogramas de momias precolombinas y en la identificación exitosa de cuerpos exhumados hasta tres años después de su inhumación.
VariedadLa variedad, cantidad, tamaño, conformación, dirección, ubicación y situación que pueden adoptar las crestas papilares es tan profusa que no existen dos diseños iguales, son diversiformes. Diversos estudios matemáticos estiman el tiempo que debe transcurrir para que sea posible que dos personas posean el mismo diseño dactilar. Sus resultados varían entre 4,7 millones (Galdino Ramos) y 1 octillón de siglos (Baltasar). El Cuerpo Nacional de Policía en España ha sido pionera en la investigación de los modelos matemáticos que se basan en el estudio de frecuencias fenotípicas de los puntos característicos de los cuadrantes de los dactilogramas.

## Ramas

### Dactiloscopía

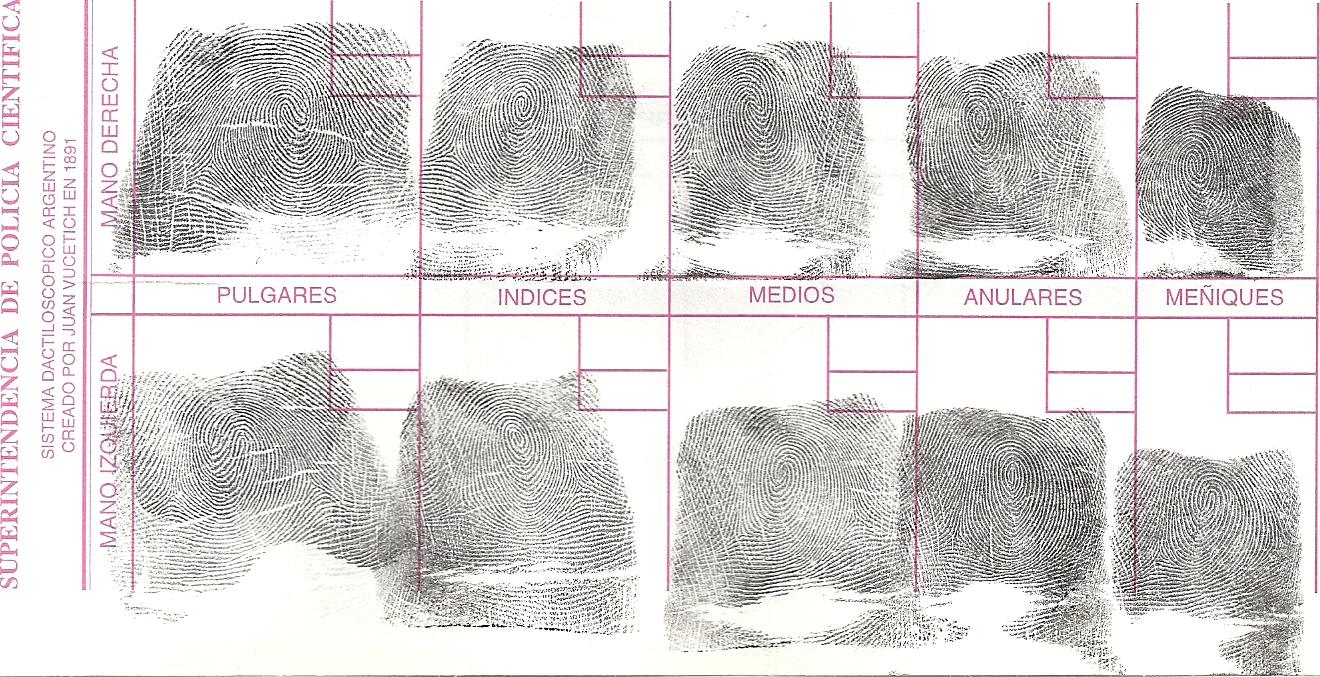
Ficha decadactilar femenina (roja) tomada por la Policía Federal Argentina.

La dactiloscopía o dactiloscopia es la rama de la lofoscopia que se encarga del estudio de los diseños que forman las crestas papilares en el pulpejo de la tercer falange de los dedos de las manos. A éstos se los conoce como dactilogramas.
Según la mayoría de los autores, la dactiloscopía adquirió rango de ciencia en 1888, cuando Francis Galton combinó en un único estudio los trabajos de Purkinje, Henry Faulds y William Herschel. Aunque la sistematización fue obra de Juan Vucetich, quien presentó su trabajo en 1891 con el nombre de icnofalangometría. El término dactiloscopía fue introducido en 1894 por el periodista argentino Francisco Latzina, quien consideró que el nombre de icnofalangometría no se ajusta al ámbito de esta disciplina, al no consistir en tomar las medidas de las falanges. En 1897, Edward Henry presentó un segundo trabajo, independiente del de Vucetich, de sistematización. Todos los trabajos posteriores se basan en el desarrollo de uno o el otro. De forma genérica, a la obra del primero se lo conoce como Sistema Vucetich o Vucetichmo y a la del segundo como Sistema Henry o Sistema Henry-Galton, por estar más cerca del trabajo original de este.
En 1892, por influjo directo de Vucetich, la Policía de la Provincia de Buenos Aires se convirtió en el primer cuerpo policial en adoptar oficialmente la dactiloscopía como herramienta para resolver crímenes, registrando de manera sistemática a todos los detenidos en el sistema penitenciario. En 1899, por influjo directo de Henry, las autoridades de la India británica comenzaron con el registro de los delincuentes; siendo la segunda jurisdicción en donde se implementó esta medida. En 1901 lo adoptó la New Scotland Yard y, desde entonces, esta práctica se extendió rápidamente por el resto del mundo.
En el ámbito civil, en 1902 la Policía de la Capital (actual Policía Federal Argentina) comenzó a otorgar documentos de identidad con el estampe del pulgar derecho; iniciando el registro sistemático de la población general. Sin embargo, esta práctica no fue adoptada de manera tan universal como la anterior, ya que podría ir en contra de principios básicos de libertad individual del derecho anglosajón. Un ejemplo de jurisdicción en donde el registro sistemático de toda la población no está tipificado es en la legislación de Estados Unidos.

### Quiroscopia o Palametoscopía (en el resto de Latinoamérica)
Deriva del griego (quiros: mano y skopia: observar). Tiene por objeto el estudio de los dibujos de las palmas de las manos. Esos dibujos se llaman quirogramas o palametogramas, y fueron introducidos por Santamaría.
El término Palametoscopía  fue adoptado por primera vez por el chileno Orrego Gouthier al utilizarlo en el libro Clave papilar.

#### Sistemas palametoscópicos o quiroscopicos

##### Sistema palametoscópico de Gilbert Palmer Pond
El sistema palametoscópico de Gilbert Palmer Pond es un método sistemático que utiliza la palametoscopía para la identificación y registro de neonatos y delincuentes, mediante los diseños que forman las crestas papilares en las palmas de las manos. Es obra de Gilbert Palmer Pond, médico legista del West Suburban Hospital del Municipio de Oak Park (condado de Cook, Illinois) y fue publicado por primera vez en el libro The Palm Print Method of Infant Identification (1938). Fue concebido para la identificación de recién nacidos, a fin de sustituir al método pelmatoscópico imperante en la maternidades de Estados Unidos; debido a que los diseños y puntos característicosson más abundantes en las palmas que en las plantas de los pies, por lo que la palametoscopía otorga mayor grado de certeza y fiabilidad. Este sistema admite tanto archivos monopalmares (los policiales) como bipalmares (los neonatales). Siendo, a su vez, el más utilizado para este fin en el mundo.

##### Sistema palametoscópico de Carlos Alvariza
El sistema palametoscópico de Carlos Alvariza fue presentado a principios de 1940 en Uruguay por su autor, un médico del Gabinete Dactiloscópico de la Corte Electoral de ese país. El cual fue publicado en forma completa en los números 74 a 78 de la revista Identificación y Ciencias Penales. Este sistema utiliza la palametoscopía para la identificación y registro de recién nacidos mediante los diseños que forman las crestas papilares en las palmas de las manos. La principal característica de este sistema, que lo diferencia de otros, es que es bipalmar (se requiere tomar impresiones de ambas manos); ya que no fue diseñado para cotejar rastros obtenidos en una escena del crimen, en donde no es usual encontrar las huellas de ambas manos.

##### Sistema palametoscópico de Eugène Stockis
El sistema palametoscópico de Eugène Stockis es un método sistemático que utiliza la palametoscopía para la identificación y registro de neonatos y delincuentes, mediante los diseños que forman las crestas papilares en las palmas de las manos. Es obra de Eugène Stockis, médico legista y profesor de la Universidad de Lieja, Bélgica; quien lo publicó por primera vez en la revista Archives internationales de médecine légale (Archivos internacionales de medicina legal) entre el 4 y 10 de agosto de 1910. Este sistema admite tanto archivos monopalmares (los policiales) como bipalmares (los registros de recién nacidos).

### Pelmatoscopía
También deriva del griego (pelma: planta del pie y skopia: observar). Tiene por objeto el estudio de los dibujos de las plantas de los pies. Esos dibujos se llaman pelmatogramas.
Desde el punto de vista de la policía científica es la Dactiloscopia de la que se va a hacer más uso, ya que es más fácil y son las huellas que con mayor frecuencia encontramos en los objetos que manejamos.
La pelmatoscopia vio constreñida su actuación a los centros de maternidad, en donde al recién nacido se le obtiene el pelmatograma en cartulina, junto con la huella del dedo índice de la mano derecha de la madre, a fin de evitar cambios, ya sea por confusión o por dolo.
En 1918 se dan los primeros pasos de este procedimiento en los hospitales de Chicago, adquiriendo popularidad más adelante en los hospitales de maternidad de Estados Unidos. Hoy la identificación de recién nacidos se hace mediante impresiones digitales, tanto de la palma de la mano como de los dedos (Dactiloscopia y Quiroscopia).

### Microlofoscopia
Tiene por objeto el estudio de las impresiones papilares desde el Nivel III, o análisis microscópico para establecer sus características microscópicas identificables del tejido epidérmico con el fin de establecer si fue plasmada de manera directa por la persona o si trata de un lofograma artificial.

## Características

### Crestas papilares
Las crestas papilares, en identificación, son los relieves epidérmicos que formando muchos dibujos aparecen visibles en una partes del cuerpo. Las crestas están separadas entre sí por unas fisuras o espacios o depresiones, llamados surcos papilares o interpapilares. Podríamos comparar esto con una tierra labrada, donde el lomo de la tierra arada sería la cresta papilar, mientras que el surco de la tierra sería el surco papilar o interpapilar.
El lomo de las cresta es redondeado y está invadido por una multitud de orificios microscópicos (poros), por donde se excreta el sudor.
La piel humana tiene dos caras: la dermis, que es más profunda; y la epidermis, que es más superficial. La dermis tiene dos diferencias: un extracto más interno o extracto subcutáneo; y un extracto más externo o extracto papilar formado por las papilas dérmicas. Según estén dispuestas estas papilas dérmicas así estarán dispuestas, pues son su origen, las crestas papilares.
Las papilas dérmicas se proyectan hacia la superficie, dando lugar a la formación de los relieves, llamados crestas papilares. Estos relieves son más frecuentes en las zonas de mayor rozamiento. 
También en la dermis se localizan las glándulas sudoríparas y las sebáceas:
- Glándulas sudoríparas: tienen un conducto excretor que termina en un poro situado en el lomo de la creta, que es por donde sale el sudor. Estas glándulas están en todo el cuerpo.
- Glándulas sebáceas: generalmente están asociadas a los folículos pilosos responsables de impermeabilizar y lubricar la epidermis.

El origen de las huellas está en las excreciones cutáneas (sudor y materia sebácea), y que nosotros dejamos al tocar objetos, superficies… Son las huellas latentes. Estas también están compuestas por una serie de elementos: agua en más del 99%, cloruro sódico, aminoácidos (arginina, tiroxina…), ácidos grasos y proteínas.
Características de las crestas:
- Son comunes a todos los seres humanos.
- Son perennes; permanecen a lo largo de toda la vida y se forman en el sexto mes de la vida intrauterina, no desapareciendo hasta que tiene lugar la descomposición del cadáver. Si el cadáver es embalsamado duran eternamente (momias egipcias presentaban crestas papilares después de 25 siglos).
- Son inmutables; no cambian salvo accidentes. El dibujo no se modifica fisiológicamente. El recién nacido lo conserva hasta después de su muerte, creciendo al mismo ritmo que el cuerpo humano. Si sufre modificaciones accidentales que no afecten a la dermis (parte más profunda), se regeneran.
- Son diversiformes; distintas en todas las personas, no hay ninguna igual.
- Son clasificables; permiten su clasificación y formulación. Los dibujos se llaman lofogramas.
- Son Originales; Que todo contacto directo de los lofrogramas naturales producen impresiones originales con características microscópicas identificables del tejido epidérmico, para establecer si fue plasmada de manera directa por la persona o si trata de un lofograma artificial.

Según la técnica de la identificación personal, los dibujos digitales poseen las siguientes cualidades: genéricas, permanentes, infalsificables, clasificables, identificables, imprimibles y de fácil interpretación.

### Lofogramas
Son los dibujos papilares, que están formados por la alternancia de crestas y surcos en la epidermis de los dedos de la cara palmar de las manos y de la planta de los pies. La suma de la cresta y el surco es igual al lofograma. 
Existen cuatro tipos de lofogramas:
- Lofograma natural: Relieve epidérmico presente en la piel de fricción en manos y pies.
- Lofograma Original: Son las Impresiones papilares plasmadas de forma directa por el lofograma natural visibles y latentes, que posee características microscópicas epidérmicas.
- Lofograma artificial: Reproducción mecánica o copia del Lofograma original, que posee características microscópicas del sistema de impresión utilizado.
- Lofograma Latente: Impresión invisible o aislada, por ocasión del contacto directo del lofograma natural en cumplimiento al principio de la transferencia de Locard , de la segregación de las glándulas sudoríparas al contacto con cualquier superficie.

## Historia
Según la mayoría de los autores, la lofoscopía nace como ciencia en 1823, con la sistematización de la dactiloscopía realizada por Juan Evangelista Purkinje en De examine physioloque organi visus et sitematis cutanei («comentario al examen fisiológico del órgano de la visión y del sistema cutáneo»), presentada como tesis para su doctorado de medicina. Sin embargo, su origen se pierde en la prehistoria, pues ésta se fue gestando lentamente con el paso del tiempo y el aporte de numerosas personas y culturas antes de alcanzar el grado de madurez necesario para ingresar en el ámbito científico. Según Edmond Locard, existen tres períodos históricos perfectamente diferenciables: el prehistórico, el empírico y el científico.

### Período prehistórico

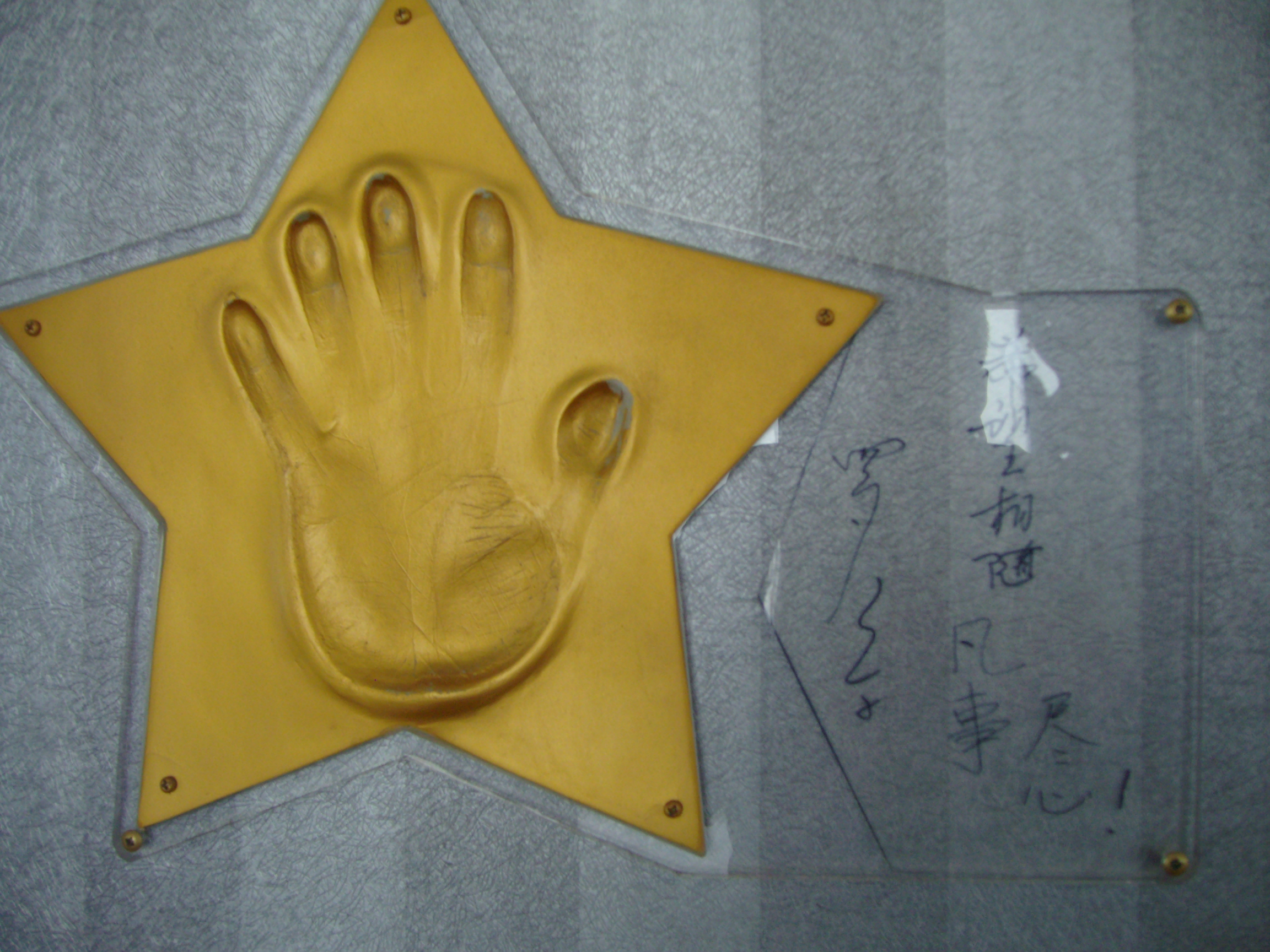
Dejar impresiones palmares es también una forma de arte.

Este período se caracteriza por la carencia de documentación que acredite el uso de los calcos papilares; por lo que, aunque se han encontrado diversos motivos que los incluyen, no es posible determinar con certeza su significado y el motivo por el cual han sido estampados.
Así, se han encontrado diseños digitales, palmares y plantares en las cuevas de Auriñac (perteneciente a la cultura Auriñaciense), Altamira y Gargas; en color rojo y negro, entre representaciones de humanos y animales, destacándose los motivos de pies y manos. También es posible hallar calcos digitales en la cerámica japonesa del Período Jōmon y diversos objetos y adornos religiosos cocidos o secados al sol. Así como en los ladrillos asirios del período de Sargón; en ladrillos de adobe sin cocer en Pecos (Nuevo México), fechados entre el 900 y el 1100; y en tejas y moldes de yeso del período más antiguo de la historia de Roma. En el Museo Field de Historia Natural se conservan tablillas cuneiformes con impresiones de dígitos pulgares. Pero el hallazgo más destacable es el del diseño de una huella digital en un petroglifo encontrado en 1892 en el parque de Kejimkoojik (Nueva Escocia, Canadá). El cual se encuentra actualmente en el Museo de Arte Moderno de Nueva York.
Se considera que no eran utilizados como un modo de identificación personal, sino que formaban parte de ritos ceremoniales, culturales o religiosos, eran motivos decorativos o supersticiosos, o simplemente son producto de la casualidad.

### Período empírico

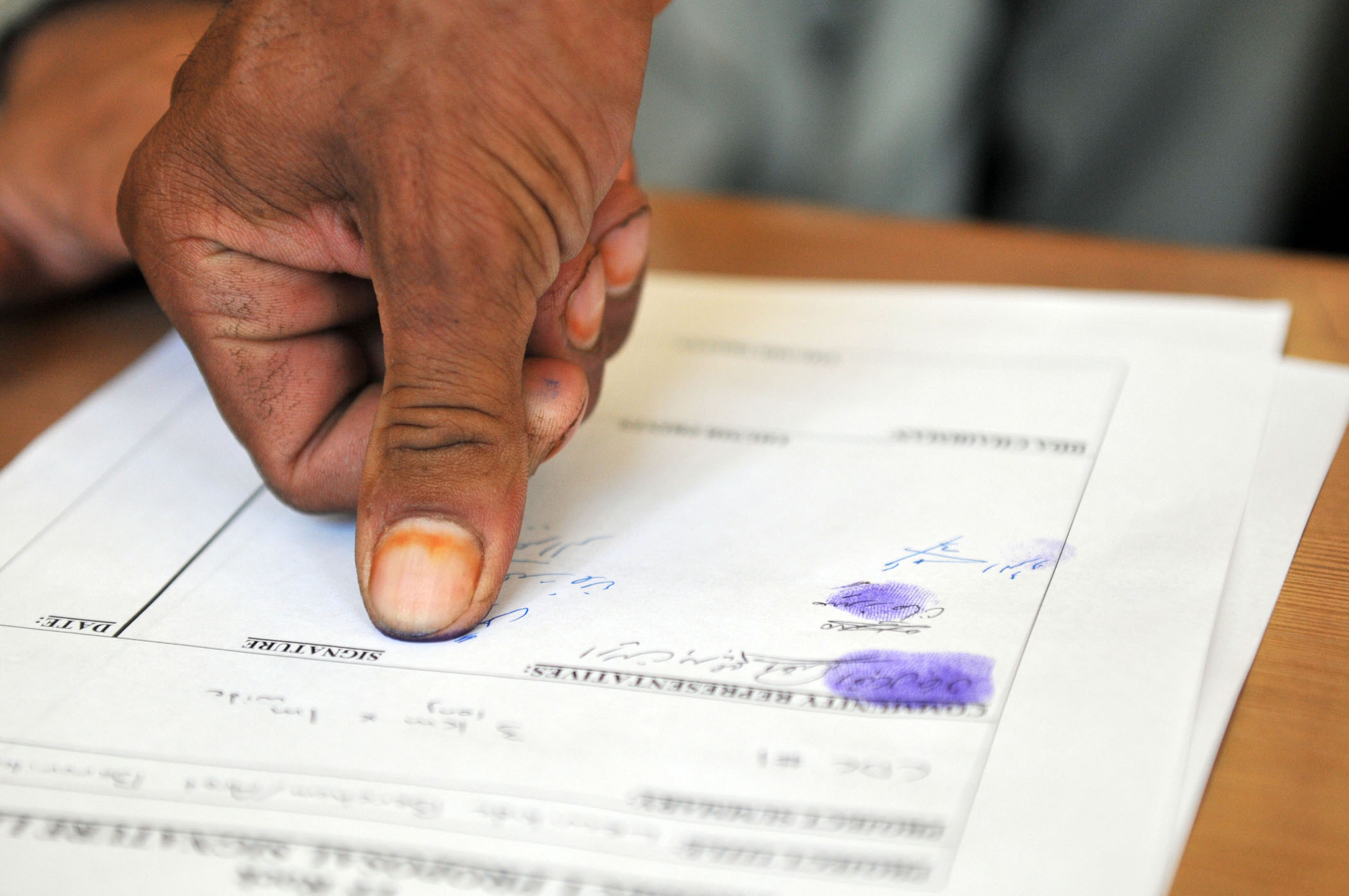
En regiones de Afganistán, se sigue utilizando que los documentos se firmen con huellas dactilares.

Este período se caracteriza por el uso de impresiones en diversos documentos, como forma de identificación y asociación con una única persona.
En China; según las «leyes domésticas», que forman parte de la Leyes de Taiho (escritas en el año 702), las cuales a su vez se basan en las Leyes de Yung-Hwui (650-655); el esposo para poder divorciarse debía redactar una carta que, en caso de no saber escribir (podía ser redactada por otra persona), debía ir firmada con la impresión del dígito pulgar derecho. A su vez, las notificaciones judiciales se firmaban con la impresión, ya sea de la palma derecha como del pulgar. Y en los contratos de venta de hijas y esposas, además debía incluirse la planta del pie derecho de las mismas. Según el médico Kumu Gauss Minakata, estas impresiones comenzaron a ser usadas como firma en China en el siglo VII, pasando a Japón en el siglo VIII y más tardíamente a la India, en donde se conocieron con el nombre de tipsai (en bengalí, «dígito»). Pero estas impresiones no tenían un fin identificatorio, sino místico; pues se creía que al hacerlo se dejaba una parte del propio ser en el documento.
El arqueólogo Aurelio Stein descubrió en Anatolia tres placas de cerámicas enterradas en el desierto, correspondientes con tres contratos de origen chino datados en el año 782, en donde se puede leer: «ambas partes concuerdan con estos términos que son claros y justos e imprimen sus dedos que son marca inconfundible».
En el siglo XII, al autor chino Shi Naigan escribiò una serie de novelas policiales en donde se utilizan las huellas digitales para identificar criminales. Y, ya en el siglo XVIII, los quirománticos orientales notaron dos tipos de conformaciones centrales en las huellas dactilares, a los que llamaron: «lo» y «ki», que se corresponden con los tipos fundamentales «verticilo» y «presilla» del Sistema Vucetich, respectivamente.

### Período científico

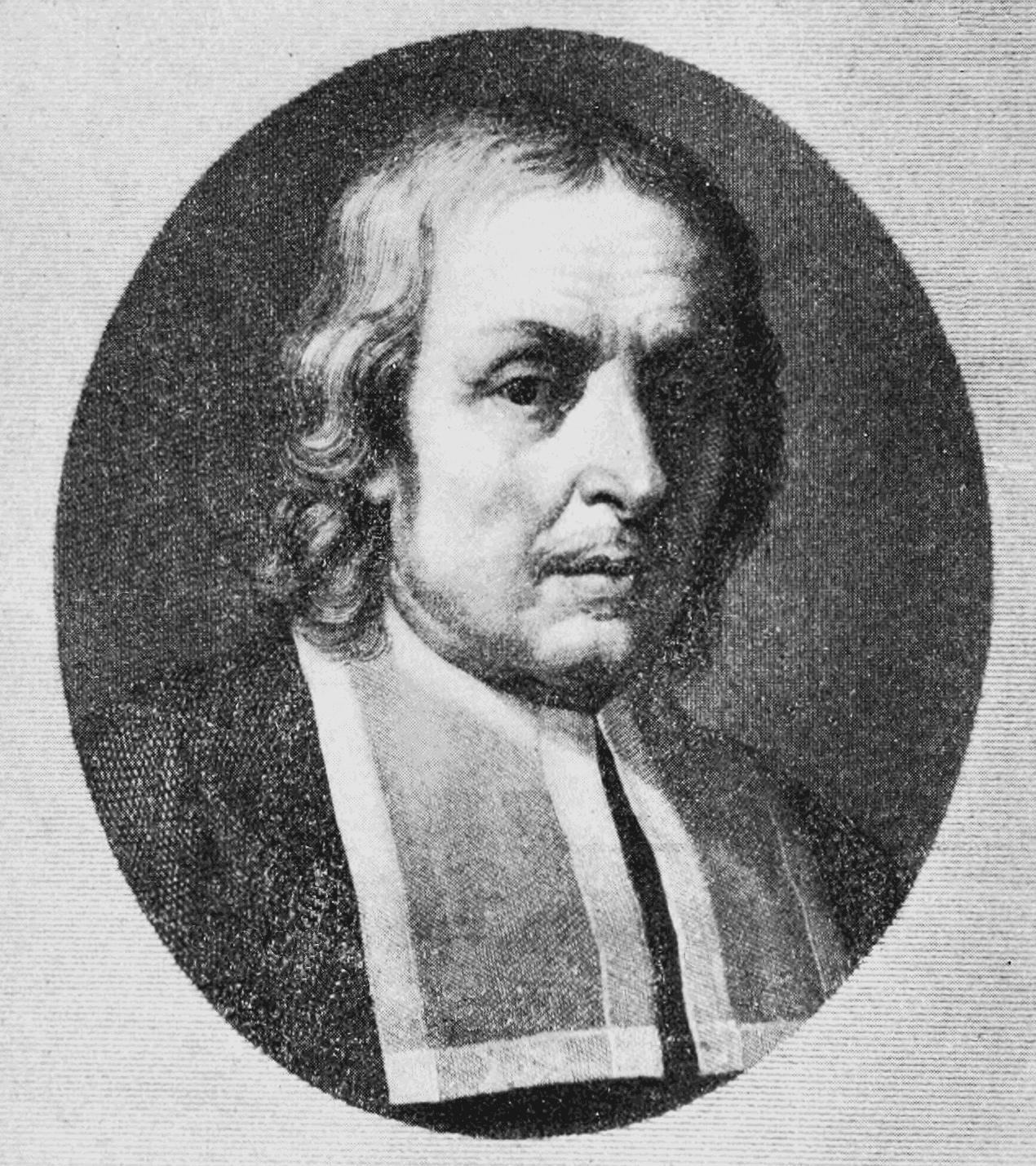
Marcello Malpighi es considerado el primero en estudiar el origen cutáneo de los diseños dactilares.

Este período se caracteriza por el uso del método científico para la obtención de conocimientos. Aunque no se puede delimitar concretamente ni fechar con exactitud, se pueden consignar hecho relevantes y asociarlos con su descubridores, sin poder atribuirle a ninguno la primacía de los trabajos y estudios, pues cada uno se apoyó en sus predecesores. Se considera pues, que la lofoscopía fue surgiendo como ciencia a lo largo de un proceso lento y continuo de constante avance.
Marcelo Malpighi es considerado el primero en estudiar las rugas de los dedos y los poros sudoríparos, identificando la existencia de diseños en los pulpejos de los dígitos de las manos. Su estudio de la piel fue tan detallado que, en su honor, la capa espinosa de la epidermis es también conocida como «estrato de Malpighi».

«La duda sobre la función que se había asignado a las papilas piramidales de la lengua continuaba torturando mi espíritu, y un día en que estaba entregado al estudio, armado del microscopio -poderoso auxiliar de la vista-, como no tenía a mano ninguna pieza anatómica, ocurrióseme observar las puntas de mis dedos. Cuando estaba contemplando, grabadas en las mismas esas rugas desiguales, en forma de círculos o espirales, que surgen como corpúsculos diáfanos del fondo de unos alvéolos diminutos en orden admirable por toda la faz interna del dedo, estremecióse mi corazón por la novedad descubierta y en el mismo instante tuve la intuición de que esos corpúsculos debían tener la misma función que las papilas piramidales de la lengua, y abrióse ante mí un amplio campo de investigaciones»
Marcelo Malpighi, 1687

Los discípulos de Malpighi continuaron su trabajo, ampliándolo a otras especies. Entre ellos se destacaron Federico Ruich y Bernardo Albino, quienes publicaron un trabajo muy completo en 1701. Christian Jacob Hintze, pese a no describirlos, menciona en su tesis doctoral (en 1747) haber detectado unos diseños en las palmas de las manos y la planta de los pies, a los que denominó silcisspiralibus variis.

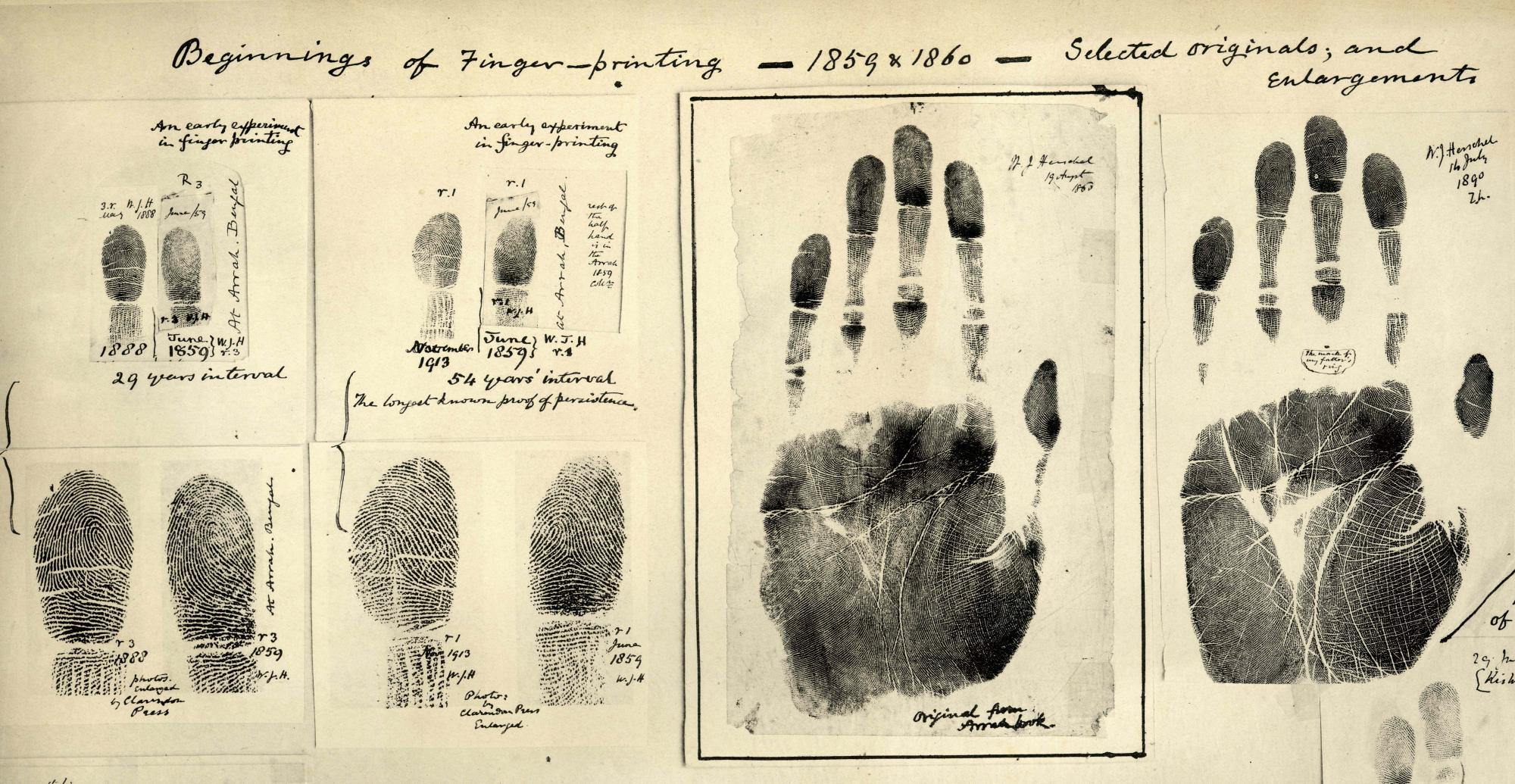
Impresiones tomadas por William James Herschel entre 1859-1860.

En 1823 se dio un hito de gran trascendencia, Juan Evangelista Purkinje sistematiza la dactiloscopía a través de su tesis. En dicho trabajo (de 56 páginas) describió los diseños digitales y los clasificó en nueve categorías. Pero a pesar de su frondosa literatura nunca llegó a concretar el uso de la lofoscopía en la identificación humana, pese a especular que esto es posible. En 1845, Huschke describe una figura triangular presente en los lofogramas. Esta figura resultará luego decisiva en el primer sistema de identificación efectivo, el sistema Vucetich, en donde recibirá el nombre de «delta». José Engel determina en su libro Tratado del desarrollo de la mano humana de 1856 que las crestas papilares ya existen en la vida intrauterina. A su vez, reduce de nueve a cuatro los diseños fundamentales. Al año siguiente, el embriólogo alemán Rodolfo Kolliker determina que los calcos papilares no solo existen en la vida intrauterina sino que permanecen hasta sobrevenir la descomposición cadavérica, asentando uno de los pilares de la lofoscopía: la «perennidad».
En 1858, el gobernador general de la India William James Herschel comienza a aplicar de forma regular la toma de impresiones digitales a los trabajadores para evitar la suplantación de identidad en los cobros, obligádoles a estamparlo en sus documentos. Debido al éxito del programa, lo extendió a la identificación de detenidos, mientras estuvo al frente de la policía de Bengala. Tras 28 años de tomas regulares, publicó un informe en donde consignó otro de los pilares fundamentales: la «inmutabilidad». De manera independiente, el mismo año el médico escocés Henry Faulds; quien se desempeñaba en el hospital de Tsujiki, en Tokio; publicó los resultados de una larga investigación (Dactiloscophy or the Study of Finger Prints), en donde contrastó las huellas halladas en cerámicas antiguas con las de ciudadanos japoneses contemporáneos. Su investigación fue minuciosa y abarcó otros grupos humanos y especies, llegando a la conclusión de que existe un componente hereditario etnológico en los diseños. A su vez, describió una serie de características que son esenciales en los métodos de identificación lofoscópica: los «puntos característicos», logrando aislar 28 conformaciones diferentes. Lo que siguió fue una controversia de varios años entre ellos sobre la primacía de los descubrimientos, la que se resolvió adjudicándole a Herschel los avances en el ámbito penal y a Faulds los del ámbito civil.
En 1883, Arthur Kollman reduce los 28 tipos de Faulds a solo 3. En 1885, el médico francés Albert Florence determina el tercer pilar: la «variedad», al especificar que los diseños son distintos en cada persona y en cada dígito. Aunque en 1891, Henry de Varigny consignaría que es necesario hacer un estudio generacional para determinar que los diseños no se transmiten por herencia.
El paso fundamental lo dio el médico inglés Francis Galton en 1888, al comparar el sistema antropométrico de Alphonse Bertillon con los trabajos de Herschel y Purkinje, llegando a la conclusión de que la dactiloscopía es más compleja que la antropometría. En 1892 publicó Finger Prints, en donde recopiló todos los trabajos previos, reconoció entre 38 y 42 tipos fundamentales de diseños papilares y estableció los tres principios fundamentales. Además estableció un sistema de contaje de líneas a partir de la que hoy se conoce como «línea de Galton». También fue él, quien mediante una carta publicada en Nature reconcilió a Herschel y Faulds, haciéndoles notar que sus trabajos fueron independientes. Luego redujo los tipos fundamentales a solo cuatro y diseñó un sistema de clasificación que denominó «orden de diccionario», por el uso de letras en lugar de símbolos más complejos o nombres completos. Fue también en 1892 cuando el veterinario Eber Wilhelm descubrió que el vapor de yodo permite revelar huellas latentes.

#### Sistematización y axiomatización

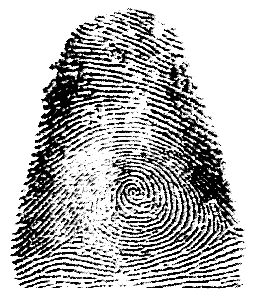
Impresión de Francisca Rojas, la primera persona condenada por sus huellas dactilares.

En 1891, se produce un punto de inflexión; el policía austrohúngaro, nacionalizado argentino, Juan Vucetich Kovacevich crea un método científico de identificación a partir del cual se puede demostrar de manera categórica, fehaciente e indubitable si dos impresiones dactilares fueron realizadas por la misma persona, estableciendo los tres axiomas o pilares de la lofoscopia. A su vez, en 1896, diseña un sistema de clasificación de huellas dactilares denominado Sistema dactiloscópico argentino (también conocido como Sistema Vucetich), lo que permite aislar de una gran base de datos una mínima cantidad de huellas candidatas a ser compatibles con una muestra. A esta nueva ciencia la denomina icnofalangometría. La Policía de la Provincia de Buenos Aires, siguiendo la recomendación de Vucetich, declina la propuesta de implementar en su sistema penal el sistema antropométrico y adopta la icnofalangometría. Las críticas de Vucetich a la antropometría tuvieron gran repercusión y facilitaron el camino a la adopción de la dactiloscopía.
En junio de 1892, Vucetich resuelve el primer crimen (un doble filicidio) utilizando una impresión dactilar encontrada en la escena del crimen. Este incidente fue de vital importancia para convencer al cuerpo de policía de que debían tomarse las impresiones digitales de todos los procesados y condenados por diversos delitos, a fin de diseñar una base de datos con la cual trabajar. En 1894, el periodista Francisco Latzina, al notar que la icnofalangometría no consistía en tomar la medida de las falanges, propone cambiarle el nombre a dactiloscopía, hecho que es adoptado con rapidez. En enero de 1897, el sistema penal de la Provincia de Buenos Aires comienza a tomar regularmente la impresión de cada procesado, dando inicio a la primera base de datos exhaustiva en el mundo, siendo Argentina el primer país que adopta la dactiloscopía de manera oficial.
Tras conocer de las deficiencias de la antropometría para determinar la identidad humana, el sucesor de William Herschel al frente de la policía de Bengala, Edward Richard Henry, pasó siete meses (entre julio de 1896 y febrero de 1897) estudiando el trabajo de Francis Galton; período en el cual diseñó un sistema dactiloscópico propio, el Sistema Henry-Galton. El 12 de julio de ese año se implementa su sistema en todo el territorio de la India Británica. Regresa a Europa en 1899 y publica su trabajo al año siguiente, en el libro Classification and Uses of Finger Prints. Tras lo cual se oficializa su uso en todo el Imperio Británico. El 1 de julio de 1901, se crea el servicio dactiloscópico de la New Scotland Yard, del cual Henry es el primer director. Todos los sistemas dactiloscópicos existentes son variantes de los sistemas Vucetich y Henry-Galton.

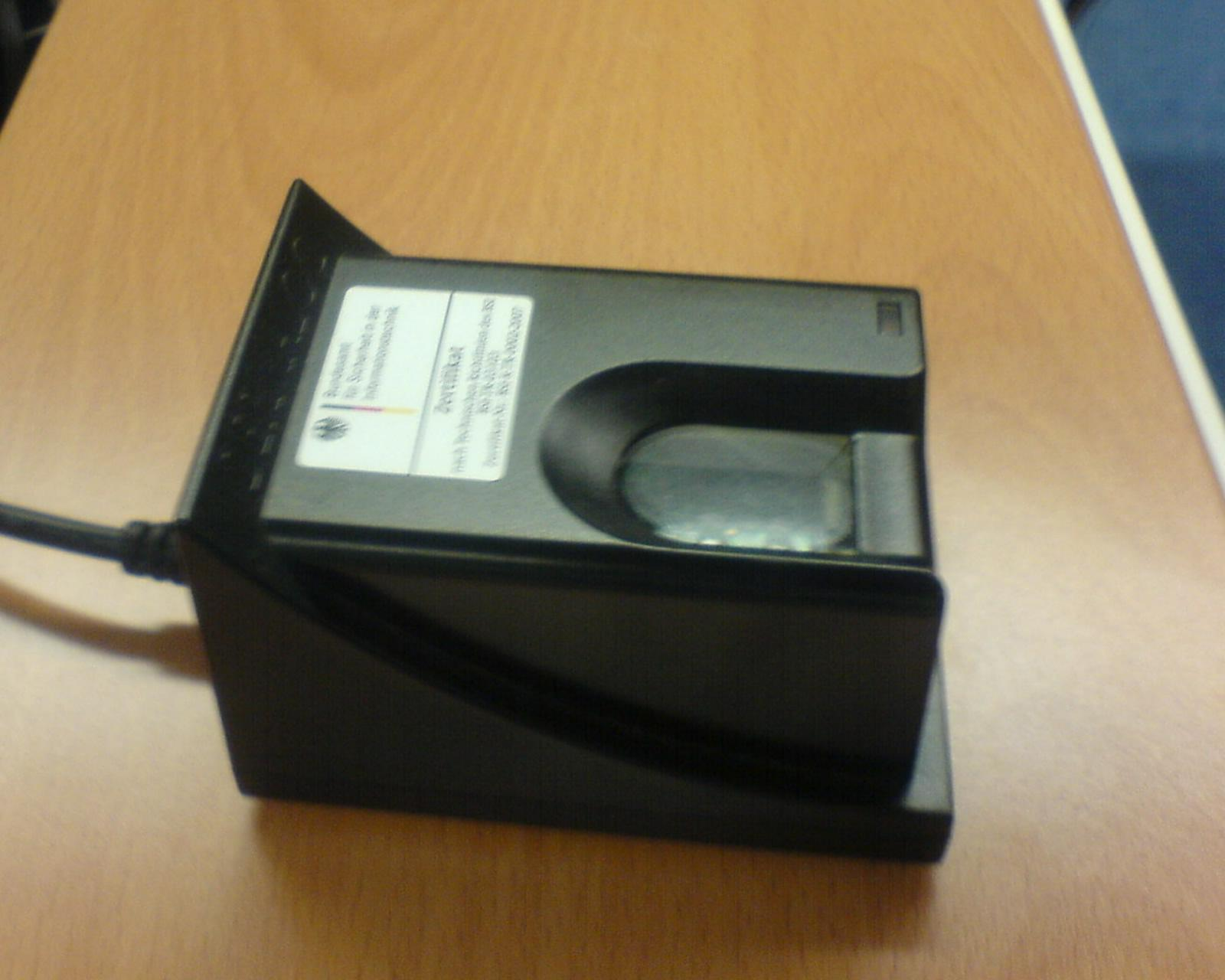
Escáner utilizado en Alemania para identificar a quienes tramitan un pasaporte.

En 1911, el médico belga Eugene Stockis expone que si se toman las impresiones palmares de los recién nacidos se podrían resolver casos de infanticidio, abandono de menores o sustitución accidental o dolosa de neonatos. Por ello diseñó un sistema de identificación palmar, ya que consideró que tomar la impresión de las palmas es más sencillo y eficiente en un niño de tan corta edad, debido al reflejo de prensión y a que la separación entre las líneas y espacios en las impresiones palmares son mayores y el lofograma es más legible. Tras determinar que los sospechosos de un delito dejan preferentemente las huellas del dedo índice y casi nunca la de dedos como el pulgar, diseñó en 1914 un sistema de clasificación monodactilar para el sistema penitenciario, en contraposición al decadactilar usado en el ámbito civil. Emulando los éxitos en Europa, el profesor Wilder y el comisionado Wentworth presentan en 1919 en Boston su propio sistema de identificación palmar. En cambio, el irlandés Emile Jerlow consideró que era más conveniente identificar a los recién nacidos por su pelmatograma, para lo cual presentó en 1928 un sistema de identificación plantar.
En 1980, el FBI comienza a digitalizar las impresiones con el uso de un escáner especialmente diseñado para las tomas. En octubre de 1999 estrenaron el uso de un software llamado AFIS (acrónimo de Automated Fingerprint Identification System), el cual busca patrones en el dactilograma y lo compara con los de la base de datos. Según datos del FBI, el Integrated Automated Fingerprint Identification System (IAFIS) procesó por este método 61 millones de fichas decadactilares durante el año fiscal de 2010.

## Necropapiloscopía
La necropapiloscopía, necrodactiloscopia o necrodactiloscopía se encarga del estudio de la identificación de cadáveres mediante la dactiloscopia. Se centra en los métodos idóneos para lograr una imagen los más nítida y contrastada posible de los diseños de las crestas papilares de los dígitos. Una vez tomada esta imagen, sea mediante una fotografía o impresión entintada, la identificación propiamente dicha queda en manos de la dactiloscopia.